# La France n'a pas dit son dernier mot
 (février 2022).
Il peut être nécessaire de l'améliorer pour respecter le principe de neutralité de point de vue. Veuillez consulter la page de discussion pour plus de détails.

La France n'a pas dit son dernier mot est un essai de l'écrivain et polémiste français Éric Zemmour, paru le 15 septembre 2021 aux éditions Rubempré. Il s'agit du quinzième essai de l'auteur.
L'ouvrage est une compilation de notes rédigées entre 2006 et 2020. L'essayiste fait état de ce qu'il juge être la situation économique, sociale et politique de la France, tout en proposant des solutions pour sortir de ce qu'il appelle « le déclin de la France », dans un registre très polémique et d'extrême droite. Il narre également des discussions qu'il a eues avec de nombreuses personnalités politiques.
L'ouvrage est un succès de librairie, mais reçoit des critiques sur son fond misogyne et homophobe, ainsi que sur le caractère répétitif et peu novateur des idées défendues.

## Genèse de l'ouvrage

### Rupture avec Albin Michel
Le 29 juin 2021, alors que la sortie de l'ouvrage n'est pas encore officiellement annoncé, la maison d'édition Albin Michel annonce ne plus collaborer avec Éric Zemmour à l'avenir,. L'éditeur avance que l'auteur « veut devenir un homme politique » et a « l'intention de s’engager dans la présidentielle ». Albin Michel et Éric Zemmour ont publié cinq ouvrages depuis le début de leur collaboration en 2012. Gilles Haéri, le président de la maison d’édition, estime que l’ambition présidentielle de l'ancien journaliste du Figaro « s’accompagne d’un ton politique qui ne correspond tout simplement pas à la ligne éditoriale d’une grande maison généraliste comme Albin Michel ».
Le 7 juillet 2021, Éric Zemmour attaque Albin Michel en justice auprès du tribunal judiciaire de Paris pour rupture abusive de contrat. Son avocat annonce dans un communiqué qu'il n’y a « jamais eu d’accord pour rompre leur contrat ». Par la suite, Lise Boëll, éditrice ayant fait venir Éric Zemmour chez Albin Michel en 2012, annonce son départ de la maison d'édition. Philippe de Villiers, proche d'Éric Zemmour, quitte lui aussi Albin Michel « par solidarité », estimant inacceptable « qu'un auteur d'une telle qualité que Zemmour soit censuré ».

### Publication
Le journal Libération révèle ensuite le 28 juillet 2021 qu'Éric Zemmour va auto-éditer son livre pour qu'il soit publié mi-septembre, ayant modifié sa société en conséquence.
Le 4 septembre 2021, Éric Zemmour annonce sur sa chaîne Youtube et son compte Twitter le lancement d'une tournée promotionnelle dans toute la France pour son nouvel essai, tournée de promotion qui est perçue comme une précampagne électorale alors qu'il n'est pas encore candidat.
Éric Zemmour publie donc finalement son essai aux éditions Rubempré, maison d'édition qu'il a lui-même créée en 2009. Le nom de la société est une allusion à Lucien de Rubempré, personnage des Illusions Perdues d'Honoré de Balzac, ambitieux journaliste qui tente de s’imposer dans le Paris littéraire des années 1820.
La France n'a pas dit son dernier mot sort en librairie le 15 septembre 2021. Lors de sa première semaine de lancement, l'ouvrage s'est écoulé à 80 000 exemplaires.  Au mois de décembre 2021, alors qu'Éric Zemmour a officiellement annoncé sa candidature à l'élection présidentielle de 2022, l'ouvrage a dépassé les 250 000 ventes.

## Thèmes
Éric Zemmour présente son essai comme une suite du Le Suicide français. Sur la forme de l'ouvrage, l'auteur dit s'être inspiré de Choses vues, de Victor Hugo. Il décrit, dans différents paragraphes chronologiques allant de 2006 à 2020, les évènements marquants qui se sont déroulés en France. Et comme dans son Suicide français, un chapitre est consacré à un thème ou à un personnage. Zemmour aborde ces thèmes au travers de la narration de dîners, réels ou imaginaires, rencontres ou conversations qu'il a eu avec des personnalités politiques et médiatiques.
Selon Slate, il reprend, en adaptant un vocabulaire plus actuel, un noyau de pensée faisant régulièrement sa réapparition en France à l'occasion de crises, telles que le nationalisme identitaire versant dans le fascisme dans les années 1930, illustré dans le roman Gilles de Drieu la Rochelle, le poujadisme apparu lors de la guerre d'Algérie ou encore les idées défendues par Jean-Marie Le Pen lorsqu'il crée sa première version du Front national.

### Islam et immigration
Comme dans la plupart de ses essais, Éric Zemmour évoque l'Islam comme étant la cause de nombreux maux en France, comme l'insécurité notamment. Il pointe du doigt le département de la Seine-Saint-Denis, où « les prologues d'une guerre civile se déroulent ». Il compare la situation de la Seine-Saint-Denis au Kosovo, ravagé par la guerre en 1998-1999, où près de 13 000 personnes ont perdu la vie : « Le Kosovo est l’avenir de la Seine-Saint-Denis ; la Seine-Saint-Denis est l’avenir de la France ».

### Femmes
Plusieurs passages de l'ouvrage font l'objet de commentaires dans la presse et d'accusations de misogynie, notamment celui où il estime que l'arrestation pour viol de Dominique Strauss-Khan était une « castration de tous les hommes français », tout comme plus largement le fait que les femmes y soient « sans cesse ramenées à leur physique ».

## Polémiques

### Nationalité française et lieu d'inhumation
L'évocation des attentats de 2012 à Toulouse, dont celui dans une école juive, où l'auteur met sur le même plan les décisions des familles des victimes et du terroriste d'enterrer leurs morts sur leur terre natale, en déniant à tous le droit à la nationalité française, et sa façon d'écorcher à plusieurs reprises le nom de famille des victimes tout au long de sa campagne de promotion lui valent de sérieuses critiques, avant qu'il ne fasse machine arrière lors d'un échange oral avec le grand-père des victimes,. 

### Erreurs et fausses citations
En septembre 2021, le site ActuaLitté relève que l'ouvrage contient une citation faussement attribuée à Samuel Huntington, qui provient en réalité du site Babelio.
Interrogé sur ses écrits récents, l'historien Nicolas Offenstadt affirme que Zemmour  « ne passerait pas une demi-première année d’histoire avec ce qu’il raconte dans ses livres » et estime qu'il cherche à se « débarrasser de la vérité ».

### Plainte pour contestation de crime contre l'humanité
Six associations anti-homophobie déposent plainte le mercredi 23 mars 2022 pour contestation d'un crime contre l'humanité, en raison d'un passage du livre niant « la déportation en France d'homosexuels en raison de leur orientation sexuelle », leur avocat jugent que cette négation est une forme d'appel à la haine.

## Accueil critique
Le Monde écrit qu'Éric Zemmour « ressasse les thèmes qu’il veut imposer dans le débat public pendant la campagne présidentielle ». Selon le quotidien, Zemmour a tendance à « confondre son destin avec celui du pays, comme de Charles de Gaulle ou Napoléon ». Ainsi l'auteur « n'avance rien de neuf » et son ouvrage « tout entier est consacré à cette obsession, entre une misogynie et une homophobie solidement assumées ».
L'Express avance que l'essai d'Éric Zemmour n'est « ni un livre de candidat à la présidence de la République, ni un livre de journaliste ». Selon l'hebdomadaire français « Zemmour tourne en rond » et « ne se mue pas en candidat et finit de s'installer dans son propre personnage. Il tourne en rond. Chez lui, tout commence et tout finit donc avec l'islam, l'ennemi, le seul ennemi ».
LCI pointe du doigt la position du polémiste sur les femmes. Selon la chaîne d'information, les propos d'Éric Zemmour à l’égard des femmes « sont pires que ceux qu’il tient sur l’islam, encore moins défendables. Le journaliste préfère la compagnie et l'analyse intellectuelle des hommes. La plupart des femmes mentionnées sont d'ailleurs amputées de leur nom de famille et sans cesse ramenées à leur physique ».
Slate parle d'une « impression de « déjà-lu » » et estime que « tout le corps du livre est répété ad nauseam dans les multiples interventions qui se succèdent depuis sa parution : effondrement, « grand remplacement », islam » ; il ne s'agirait côté idées que d'un copié-collé d'un ouvrage de 1985 de Jean-Marie Le Pen, avec en supplément une remise en cause de l'état de droit.
Dans Le Figaro, Robert Redeker trouve que l'ouvrage est un livre « d'amour et de fierté », et s'insurge contre la bien-pensance qui critique ce dernier : « La plupart de ces choristes n’ont lu de La France n’a pas dit son dernier mot que deux ou trois paragraphes jetés en pâture à l’opinion publique afin d’exciter sa colère-réflexe. »
Sud Ouest parle d'un auteur « dont la tête a démesurément enflé ».
Midi Libre signale non sans moquerie que l'auteur, Éric Zemmour, commet une faute d'orthographe dès la première ligne, écrivant pêché au lieu de péché, pointant la conséquence de l'auto-édition, conséquence découlant elle-même du refus d'Albin Michel de publier le livre, jugé trop extrémiste.